# Waldkatzenbach
Waldkatzenbach ist ein Ortsteil der Gemeinde Waldbrunn im Neckar-Odenwald-Kreis in Baden-Württemberg.

## Geographische Lage
Waldkatzenbach liegt im südöstlichen Teil des Odenwalds in dessen Buntsandstein-Gebiet auf dem Winterhauch, einer langgezogenen Hochfläche, die in dem höchsten Berg des Odenwalds gipfelt, dem Katzenbuckel (626 m). Dieser Berg liegt im Westen der Gemarkung Waldkatzenbach und die Ortlage befindet sich am Fuß seines Südosthanges, der sich über den Winterhauch erhebt. Nach Norden fällt die Gemarkung in einem Kerbtal steil ab zum Weiler Unterhöllgrund. Und im Süden liegt das Feriendorf Waldbrunn. Die Gemarkung umfasst 610 Hektar, von denen 286 Hektar bewaldet sind.
Strümpfelbrunn, der Hauptort der Gemeinde Waldbrunn, liegt eineinhalb Kilometer östlich von Waldkatzenbach. Gleich hinter dem Feriendorf schließt sich der südliche Nachbarort Oberdielbach an.

## Geschichte
Das Bestehen von Katzenbach lässt sich bis 1370 urkundlich zurückverfolgen als Gründung der Herren von Zwingenberg. Nach 1403 erwarben die Hirschhorner von den vormaligen Besitzern, den verarmenden Herren von Zwingenberg, praktisch deren gesamte frühere Herrschaft Zwingenberg, die aus im Umland verstreuten Gütern bestand. 1746 kam dann der Ort mit der gesamten Herrschaft Zwingenberg an die Kurpfalz. 
Nach einem über 100 Jahre dauernden Rechtsstreit mit der Kurpfalz um die Herrschaft Zwingenberg hatten 1746 die Göler’schen Erben – in weiblicher Erbfolge von dem ausgestorbenen Geschlecht der Herren von Hirschhorn stammend – endlich Erfolg. Sie erhielten die Herrschaft Zwingenberg zugesprochen, verkauften diese allerdings schon am darauffolgenden Tag an die Kurpfalz. Auf die Familie von Göler geht der Bau der Kirche zurück, die 1747/1748 mit deren finanzieller Unterstützung erbaut wurde. Sie blieb die erste und einzige lutherische Kirche in der Herrschaft Zwingenberg. Noch heute befindet sich das Wappen der Göler von Ravensburg in der Füllung der Kanzel.
Der Name Waldkatzenbach bürgerte sich seit dem 19. Jahrhundert zur Unterscheidung von dem damals gleichnamigen und nicht weit entfernten Neckarkatzenbach ein.
Der Katzenbuckel prägte die wirtschaftliche Entwicklung des Ortes mit. In einem Steinbruch wurde Basalt abgebaut und zu Straßenschotter verarbeitet, womit viele Einwohner Arbeit fanden. Der Berg wurde um 1900 zu einem Magnet für den einsetzenden Fremdenverkehr und Ausgangspunkt für die Wandlung von Waldkatzenbach zum Kurort.
Am 1. Januar 1973 bildete Waldkatzenbach mit vier weiteren Gemeinden die neue Gemeinde Waldbrunn.

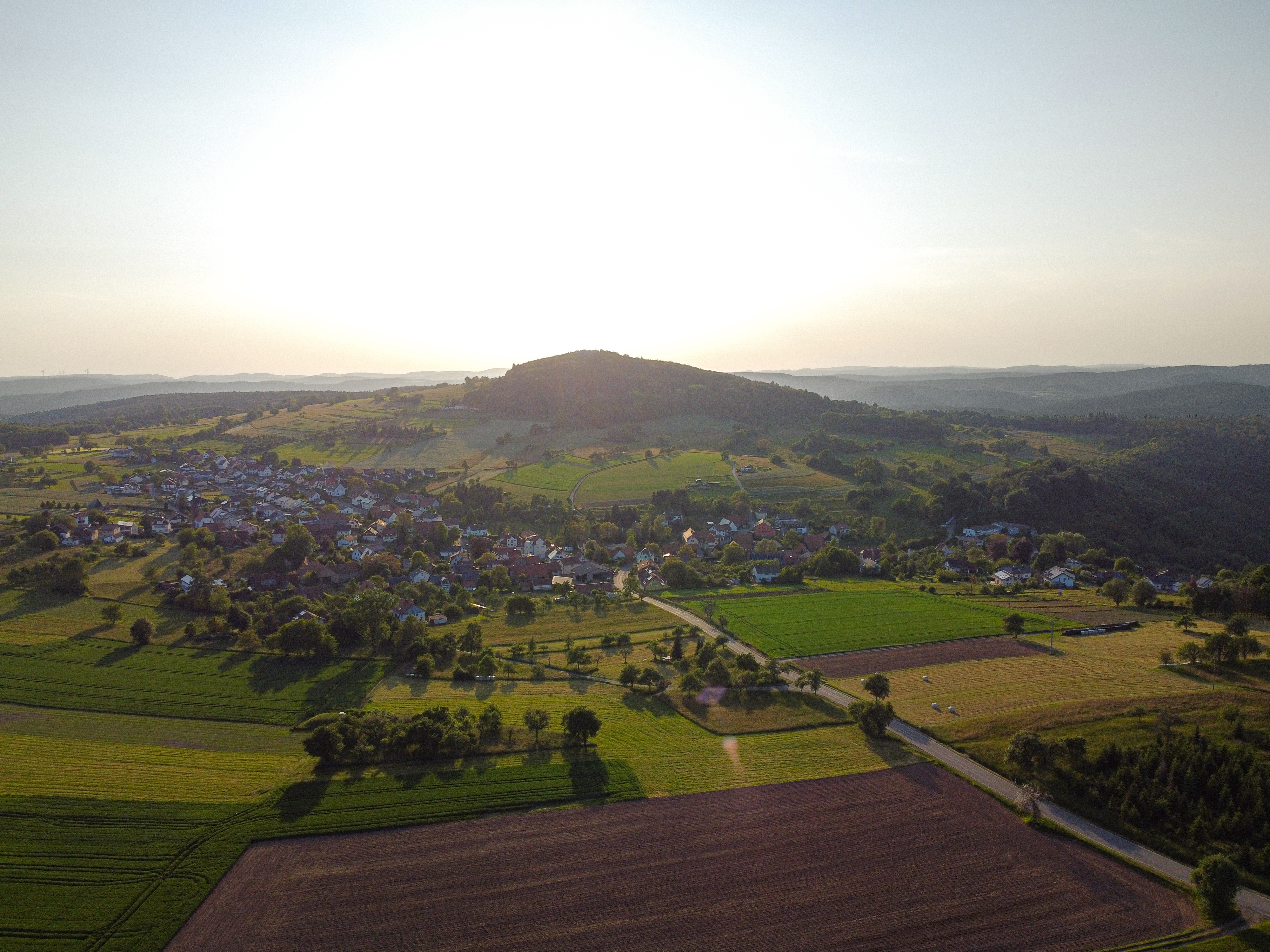
Blick auf Waldkatzenbach, im Hintergrund der Katzenbuckel
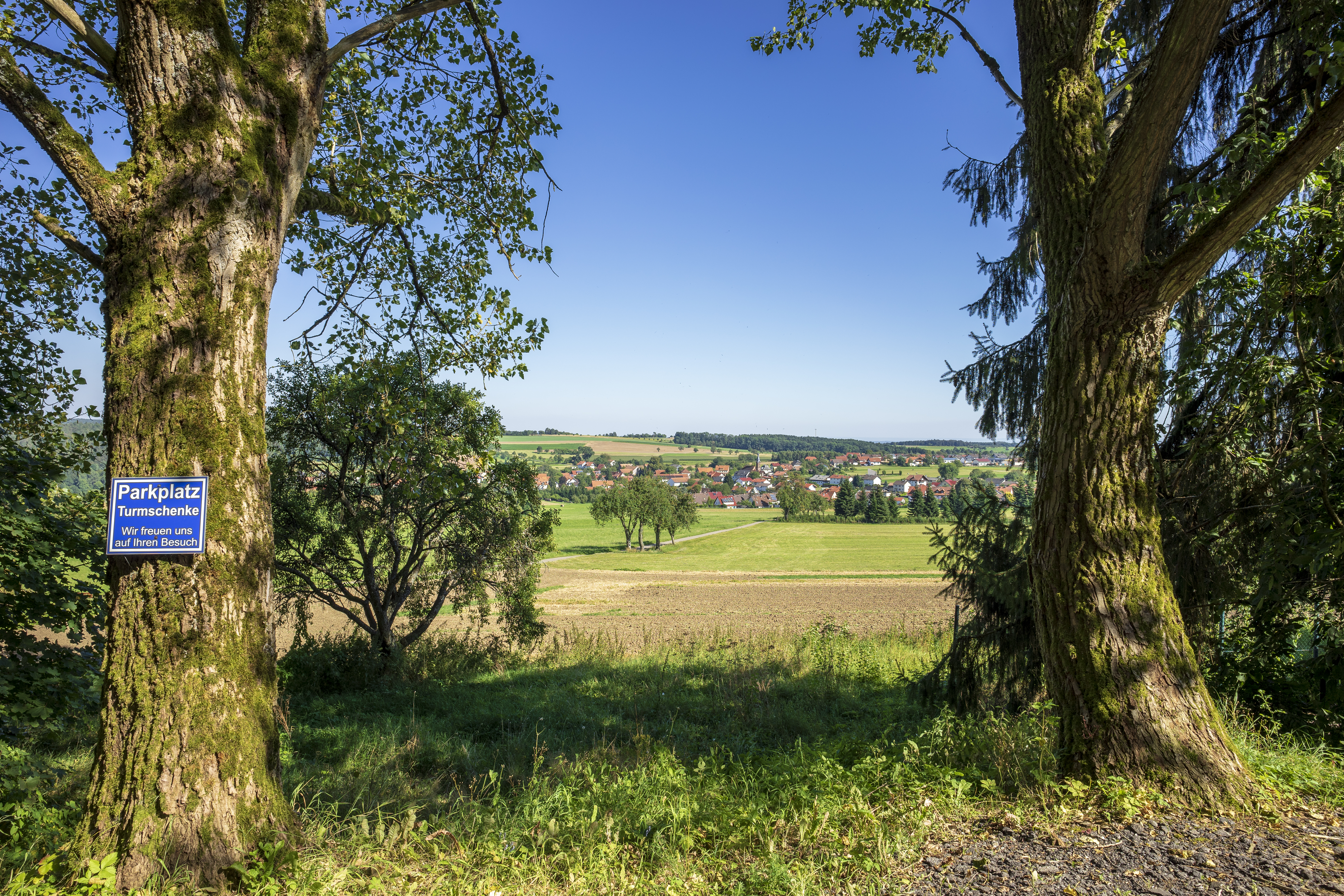
Blick vom Katzenbuckel her auf Waldkatzenbach
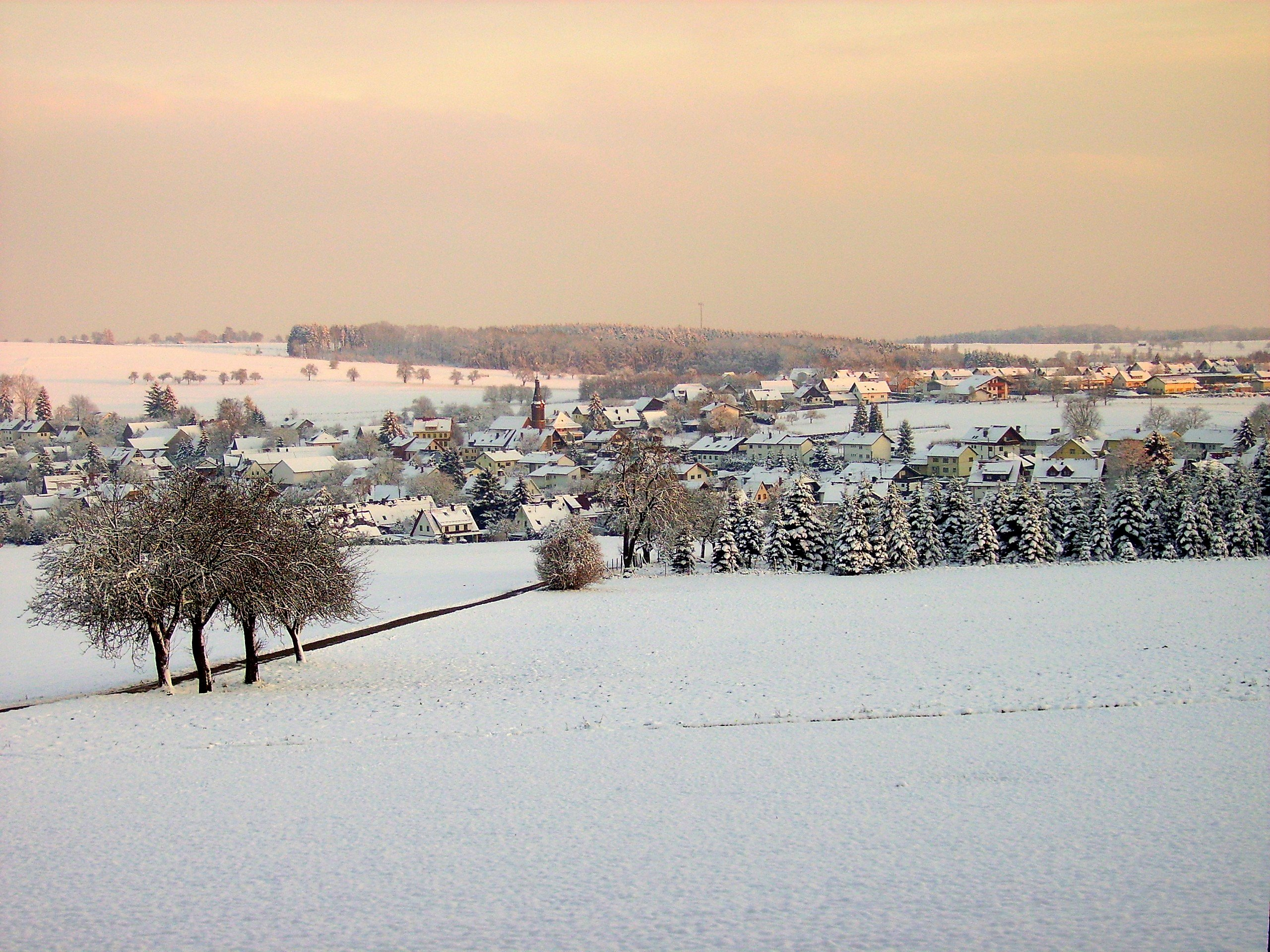
Winterlicher Blick in südliche Richtung über Waldkatzenbach

## Wappen
Waldkatzenbach führt in seinem Wappen im oberen Teil in der Anordnung 2:1 drei silberne Schwanenhälse auf blauem Hintergrund. Die Schwanenhälse weisen wie bei den anderen Ortschaften außer Schollbrunn auf die gemeinsame Zugehörigkeit zum Herrschaftsbereich der Herren von Zwingenberg hin. Im unteren Teil auf Gold ein aus dem Unterrand wachsender roter Zinnenturm.
Der Turm weist auf die örtliche Begebenheiten hin: den Katzenbuckelturm. Das Wappen wurde 1913 von der Gemeinde auf Vorschlag des Generallandesarchivs Karlsruhe angenommen. Ursprünglich stand der Turm auf einem grünen Boden, der 1959 jedoch weggelassen wurde.

## Verkehr
Durch Waldkatzenbach führt die Kreisstraße K 3926 als Schleife, die den Ort nach Süden und Osten mit der Landesstraße L 524 von Eberbach nach Mudau verbindet. In der Ortsmitte zweigt von der K 3926 die K 3925 in Richtung Unterhöllgrund nach Norden ab. Jenseits der Kreisgrenze zum Rhein-Neckar-Kreis erreicht diese Straße als K 4113 an der Gaimühle den Talgrund der Itter.

## Naturdenkmal „Waldkatzenbacher Linde“

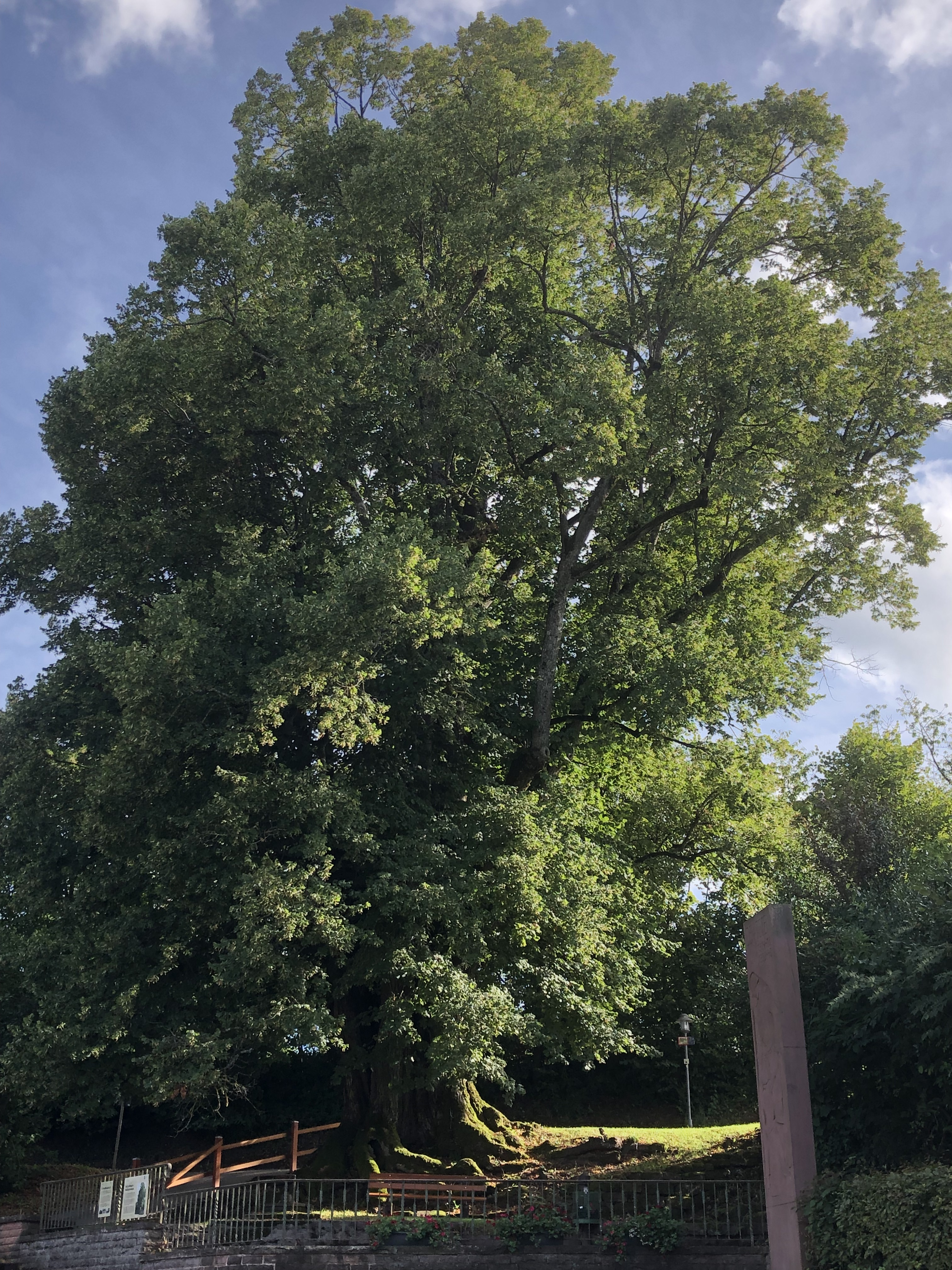
Die Linde im Spätsommer 2023

Die Dorflinde oder Brunnenlinde ⊙
steht an einer „Lindenbrunnen“ genannten Brunnenanlage, dem Platz des alten Waldkatzenbacher Dorfbrunnens. Das heutige Naturdenkmal wurde nach dem Dreißigjährigen Krieg, wie viele Linden in der damaligen Zeit, als „Friedenslinde“ gepflanzt. Gemäß örtlicher Überlieferungen überlebten nur sieben Familien den Dreißigjährigen Krieg und pflanzten aus Dankbarkeit sieben zusammengebundene Lindenschößlinge am gemeinsamen Dorfbrunnen ein.
Daran erinnert ein Schild vor der Linde mit folgendem Text:

„Ein prächtiges Naturdenkmal, das an die Maler der Romantik und an die ländliche Idylle der vertrauten Dörfer des Winterhauchs von einst zu erinnern scheint.
Und doch ist die Linde vor Ihnen ein Zeuge von Leid, Not und Elend in einer schlimmen Zeit.
Dreißig Jahre lang tobte der Krieg, waren Söldner und versprengte Truppen raubend, plündernd und mordend über Land gezogen. Am Ende dieses unglückseligen Dreißigjährigen Krieges war in den friedlichen Dörfern um den Katzenbuckel nur noch ein Drittel der Bevölkerung am Leben geblieben.
In Waldkatzenbach hatten ganze sieben Familien überlebt und 1648 im Jahr des Westfälischen Friedens, kamen diese sieben Familienväter hier beim alten Dorfbrunnen zusammen. Aus Dankbarkeit pflanzten sie sieben zusammengebundene Lindenschösslinge in ein Pflanzloch, und aus diesen Schösslingen erwuchs die heutige Linde. Über 350 Jahre alt sie geworden, hat eine Höhe von 25 m und einen Stammumfang von 7 m erreicht.
Es ist zu hoffen, dass die Waldkatzenbacher Linde noch viele Jahre lang von glücklichen Zeiten berichten kann.“

Die in die Liste markanter und alter Baumexemplare in Deutschland eingetragene Sommerlinde wäre demzufolge inzwischen über 370 Jahre alt. Die sieben zusammen gewachsenen Schösslinge bilden einen knorrig verwachsenen Grundstamm mit inzwischen 7,15 m Umfang und eine straußartige, vielstämmige Krone. Ein genaues Maß für die Höhe des Baums ist nicht bekannt, wird aber auf über 25 m geschätzt.

## Persönlichkeiten
Von 1833 bis 1848 wohnte Karl Freiherr von Drais in Waldkatzenbach. Nach dem Erfinder der Laufmaschine, die als Vorläufer des Fahrrads gilt, ist eine Straße benannt.